# Breg pri Kočevju
Breg pri Kočevju je naselje v občini Kočevje.